# Cotinusa
Cotinusa là một chi nhện trong họ Salticidae.

## Hình ảnh

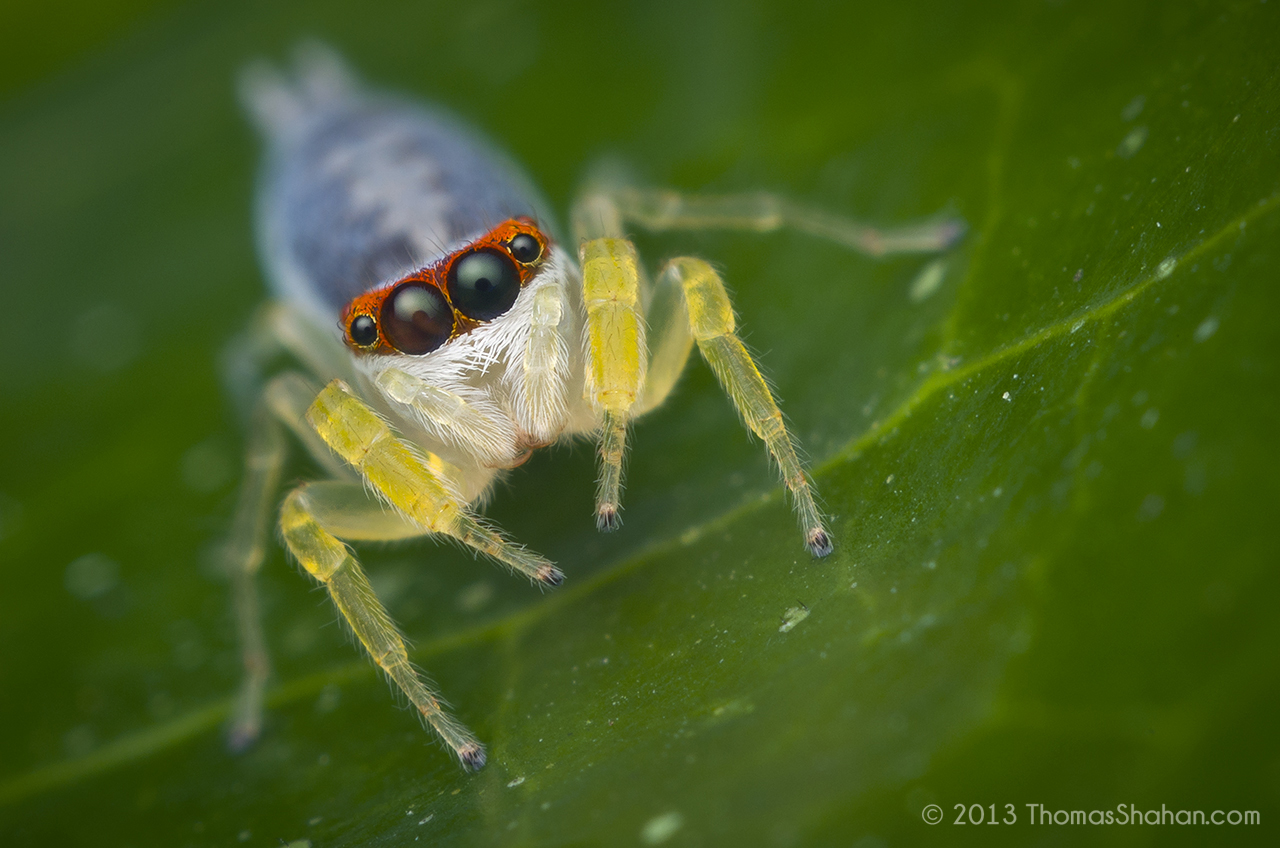